# Adam Chenot
Adam Chenot magyaros névalakban Chenot Ádám (Luxemburg, 1721. – Bécs, 1789. május 12.) a 18. században élt bölcselet- és orvosdoktor, 

## Élete
Luxemburgban született, apja molnár volt. Feltehetőleg a leideni egyetemen szerzett bölcsészdokori oklevelet. 1746-tól Bécsben az orvosi karon tanult, és 1751-ben szerzett orvosi diplomát. Gerard van Swieten javaslatára Mária Terézia magyar királynő Erdélybe küldte, ahol 1755–1783 között királyi főorvos volt. Jelentős érdemeket szerzett az erdélyi pestisjárványok megfékezésében (1756-57, 1770), közben 1757-ben maga is megbetegedett, de két hétnél rövidebb idő alatt meggyógyult. Megszervezte a keleti vesztegzár rendszerét; javaslatait beépítették a járványok kezelésére központilag kiadott rendelkezésekbe. 1781-ben II. József császár hívására Bécsbe költözött, és egészségügyi tanácsosi tevékenysége mellett könyvet kezdett írni a pestisjárványokról. Későbbi pályafutása során belga-luxemburgi főorvos lett.

## Munkái
- Tractatus de peste, sive de origine, progressu, fatis, fine pestis in Daciae Transylvaniae quibusquam locis ab initio oct. 1755. ad finem januarii 1757. Vindobonae, 1765.
- Abhandlung von der Pest. Aus dem lateinischen übersetzt von Joseph Wilh. Schweigart. Dresden. 1776.
- Historia pestis Transylvaniae ann. 1770, 1771. Opus posthumum jussu regio edidit et praefatus est Franciscus Schraud. Budae, 1779.
- Hinterlassene Schriften über die ärztlichen und politischen Anstalten bei der Pestseuche (vom Jahre 1769, 1770, 1771). Wien, 1798.

## Írások róla
- Birtalan Győző: A pestis megfékezésének módszerei Adam Chenot (1721-1789) tevékenységében[5]
- Birtalan Győző:Adam Chenot (1721-1789) érdemei a pestis járványok megfékezésében[1]
- Spielmann József: Adam Chenot járványtani reformjainak hatása Erdélyben. Orvosi Szemle, 1971. 106–109. oldal.